# Calvin Russell
Pour les articles homonymes, voir Calvin Russell (football américain) et Russell.
Calvin Russell, né en novembre 1948 à Austin (Texas), et mort dans sa ville natale le 3 avril 2011, est un chanteur et guitariste de country, rock et blues américain.

## Biographie
Sixième d’une famille de neuf enfants, Calvin Russell passe ses cinq premières années quasiment derrière le comptoir du Sho Nuff Café, où son père Red fait la cuisine et où sa mère Daisy est serveuse. À douze ans, Calvin se met à la guitare et rejoint son premier groupe, The Cavemen. À quinze ans, il fugue à San Francisco. Il survit sur la route grâce à de petits boulots et se retrouve plusieurs fois incarcéré pour des délits mineurs d'adolescent.
Réfractaire au modèle américain de la réussite financière et sociale, il se marginalise et vend du cannabis pour subsister. Arrêté plusieurs fois, il passe une dizaine d'années derrière les barreaux. À la sortie d'un de ses séjours en prison, il se lance dans un périple à travers le Grand Sud et traverse le Rio Grande à Piedras Negras et El Paso. C’est là qu'il commence vraiment à écrire des chansons et à chanter de ville en ville. Il vit en vagabond, mais se fait prendre par les autorités du Mexique, durant l'hiver 1985, avec de l’herbe américaine plein les poches. Inculpé pour importation frauduleuse de stupéfiants, il repasse un an et demi dans les geôles du gouvernement mexicain.
Lorsqu’il revient à Austin en 1986, il travaille comme plombier, mais continue de traîner dans un milieu marqué par l’alcool et la drogue. Il côtoie de nombreux musiciens, parmi lesquels le légendaire Townes Van Zandt, Willie Nelson ou Leon Russell.

### Début de carrière musicale
Trois ans plus tard, en décembre 1989, au cours d'une soirée d'anniversaire au Continent Club d'Austin fréquenté par de nombreuses gloires locales, Calvin Russell chante dans un coin ses chansons en s'accompagnant d'une guitare acoustique. Personne ne fait attention à lui, sauf Patrick Mathé, le patron de la maison de disques française New Rose, qui se rend régulièrement à Austin. Intrigué autant par le physique du chanteur que par la qualité de ses compositions, Patrick Mathé prend contact avec Calvin Russell qui lui laisse une cassette. C'est cette maquette qui donne naissance à l'album A Crack In Time que New Rose publie en France début 1990.
L’accueil est excellent et Calvin ne tarde pas à venir en France pour en assurer la promotion. L’année suivante, il sort Sounds From The Fourth World, album de la consécration, également enregistré à Austin avec Joe Gracey. Calvin commence à tourner beaucoup en France, remplissant les clubs, alors qu'au Texas on l’ignore toujours. De nombreuses pages de journaux sont consacrées là-bas à l’étonnante aventure de sa carrière européenne, mais sans profit pour sa musique.
En 1992, Calvin Russell revient sur le devant de la scène avec Soldier. Dans le prolongement des deux albums précédents, il l’enregistre encore aux Studios Arlyn, mais la production se fait cette fois sous la houlette de Jim Dickinson, empereur du Memphis Sound qui a travaillé avec Ry Cooder et les Rolling Stones.
Début 1994 paraît Le Voyageur, album live enregistré à l’Olympia, l’Élysée-Montmartre, l’Exo 7 à Rouen et le Zig-Zag à Orléans, reflet d’une tournée marathon dans laquelle Calvin Russell a donné en un an 178 concerts en Europe.
En 1995 sort le très acclamé Dream Of The Dog, tournant dans sa carrière. Dream Of The Dog est le titre d’une vieille légende indienne. La pochette, qui reproduit les dessins d’une couverture indienne, révèle les origines comanches de Calvin, certains des symboles étant originaires de la tribu de son arrière-grand-mère.
L’album suivant Calvin Russell, (enregistré et mixé à Memphis), est résolument blues et comble à la fois ses fans et les puristes. Pour souffler avant de préparer le prochain, c’est un best of que propose Calvin Russell avec This Is My Life, qui comporte cependant trois nouveaux titres : Forever Young, Texas Song et It’s All Over Now. 
Alors que paraît This Is My Life (1998), au hasard d’un arrêt dans une station-service au Texas, son passé d’adolescent resurgit avec violence. Un policier remarque la saleté des vitres de sa voiture et lui demande d’en descendre. Quand il découvre qu’il se trouve face à un ancien prisonnier, il appelle les maîtres-chiens par radio. Ils trouvent son herbe. Son passeport est confisqué, et cette peccadille risque d’entraîner l’annulation de tous ses sursis, et dix années de prison. Finalement les choses s’arrangent, avec une mise en liberté semi-surveillée sous réhabilitation.
Le 3 avril 2011, il meurt à l'âge de 62 ans d'un cancer du foie.
En juin 2024 sort un album tribute initié par Manu Lanvin.

## Discographie
- 1989 : Act 1 sous le nom de The Characters Band
- 1990 : A Crack In Time
- 1991 : Sounds From The Fourth World (Il chante à Paris pour la première fois en première partie de Bill Deraime au Bataclan le vendredi 29/11/1991)
- 1992 : This is Your World (EP 4 titres)
- 1992 : Soldier (New Rose) avec Luther et Jim Dickinson
- 1994 : Le Voyageur (live)
- 1995 : Dream Of The Dog
- 1996 : Calvin Russell
- 1997 : The Story of Calvin Russell - This Is My Life (compil)
- 1999 : SAM
- 2000 : Crossroad (live)
- 2001 : Rebel Radio
- 2004 : A Man in Full - The Best of Calvin Russell CD+Dvd (compil)
- 2005 : In Spite of it All
- 2006 : Live at the Kremlin (1992)
- 2007 : Unrepentant
- 2009 : Dawg Eat Dawg
- 2011 : Contrabendo (live enregistré et filmé le 05/12/2007 au Trabendo, Paris) ( XIII BIS RECORDS )
- 2011 : The Last Call, in the Heat of a Night ... (live enregistré le 19/06/2009 à l'Atabal, Biarritz)+ (DVD Unplugged session à l'espace Icare d'Issy-les-Moulineaux le 28/06/2009)